# Modello a media mobile
In statistica, il modello a media mobile (o MA da moving average) è un modello statistico utilizzato per modellare le serie storiche, sulla base della media mobile dei loro termini passati.

## Descrizione
In generale il modello viene indicato con MA(q) sta ad indicare una media mobile di {\displaystyle q} termini passati:
{\displaystyle z_{t}=\alpha _{t}-\omega _{1}\alpha _{t-1}-\ldots -\omega _{q}\alpha _{t-q},}
in cui i parametri {\displaystyle \omega _{1},\omega _{2},\ldots ,\omega _{q}} sono costanti e {\displaystyle \alpha _{t}} è termine di errore, questa volta presente come regressore nelle {\displaystyle q} unità temporali considerate.
Dal momento che {\displaystyle q} è un numero intero, e quindi il processo è composto da un numero finito di termini, questo basta a garantire la stazionarietà dei processi MA(q). La media di un MA(q) è zero poiché questo processo, senza intercetta, si riconduce ad una combinazione lineare di variabili casuali di tipo white noise con media pari a zero. 
L'autocovarianza, sarà espressa in questo caso da una forma del tipo:
{\displaystyle \gamma (k)=(-\omega _{k}+\omega _{1}\omega _{k+1}+\omega _{2}\omega _{k+2}+\ldots +\omega _{q}\omega _{q-k})\sigma _{\alpha }^{2},}
con {\displaystyle k=1,2,\ldots ,q}. Per cui risulta:
{\displaystyle \gamma (k)>0,} con {\displaystyle -q\leq k\leq q.}
La stazionarietà si evince proprio dall'assenza, in ciascuno di questi momenti del processo, di una dipendenza con {\displaystyle t}. In definitiva si ha un processo MA(1) espresso dalla relazione:
{\displaystyle z_{t}=\alpha _{t}-\omega _{1}\alpha _{t-1}.}
Tale equazione può essere espressa anche tramite lag operator come segue:
{\displaystyle z_{t}=(1-\phi B)X_{t}=\alpha _{t}.}